# Jondal
Jondal – norweskie miasto i gmina leżąca w regionie Hordaland.
Jondal jest 329. norweską gminą pod względem powierzchni.

## Demografia
Według danych z roku 2005 gminę zamieszkuje 1078 osób. Gęstość zaludnienia wynosi 5,23 os./km².
Pod względem zaludnienia Jondal zajmuje 400. miejsce wśród norweskich gmin.
| ludność stan na 1 stycznia 2005 |         |           |       |
|                                 | kobiety | mężczyźni | razem |
| osób                            | 525     | 553       | 1078  |
| %                               | 48,7%   | 51,3%     | 100%  |

| wykształcenie stan na 1 października 2004 |        |         |        |        |
|                                           | podst. | średnie | wyższe | niezn. |
| osób                                      | 144    | 579     | 155    | 6      |
| %                                         | 16,29% | 65,5%   | 17,53% | 0,68%  |

## Edukacja
Według danych z 1 października 2004:
- liczba szkół podstawowych (norw. grunnskolar): 2
- liczba uczniów szkół podst.: 155

## Władze gminy
Według danych na rok 2011 administratorem gminy (norw. rådmann) jest Siv Helle Prestegard, natomiast burmistrzem (norw. ordfører, d. borgermester) jest Jon Larsgard.